# David Hosack
David Hosack est un médecin et botaniste américain, né le 31 août 1769 à New York et mort le 22 décembre 1835 dans la même ville.

## Biographie
Hosack étudie au Columbia College et de Priceton où il obtient son Bachelor of Arts en 1789. Il obtient un titre de docteur en médecine à l’université de Pennsylvanie où il suit les cours d’Adam Kuhn, un ancien élève de Carl von Linné. Il séjourne à Londres où il se lie d’amitié avec William Curtis et avec James Edward Smith, qui avait acheté les collections et notamment l’herbier de Linné. Grâce à Curtis, il devient membre de la Société linnéenne de Londres en 1794. Il reçoit également de Smith des doubles de l’herbier de Linné.
Il est professeur de matière médicale à l'université Columbia de 1797 à 1811. Il enseigne la médecine à l’école des médecins et chirurgiens de New York de 1811 à 1826. Il est l’un des premiers médecins à utiliser le stéthoscope et promeut la vaccination.

## Le Jardin botanique Elgin

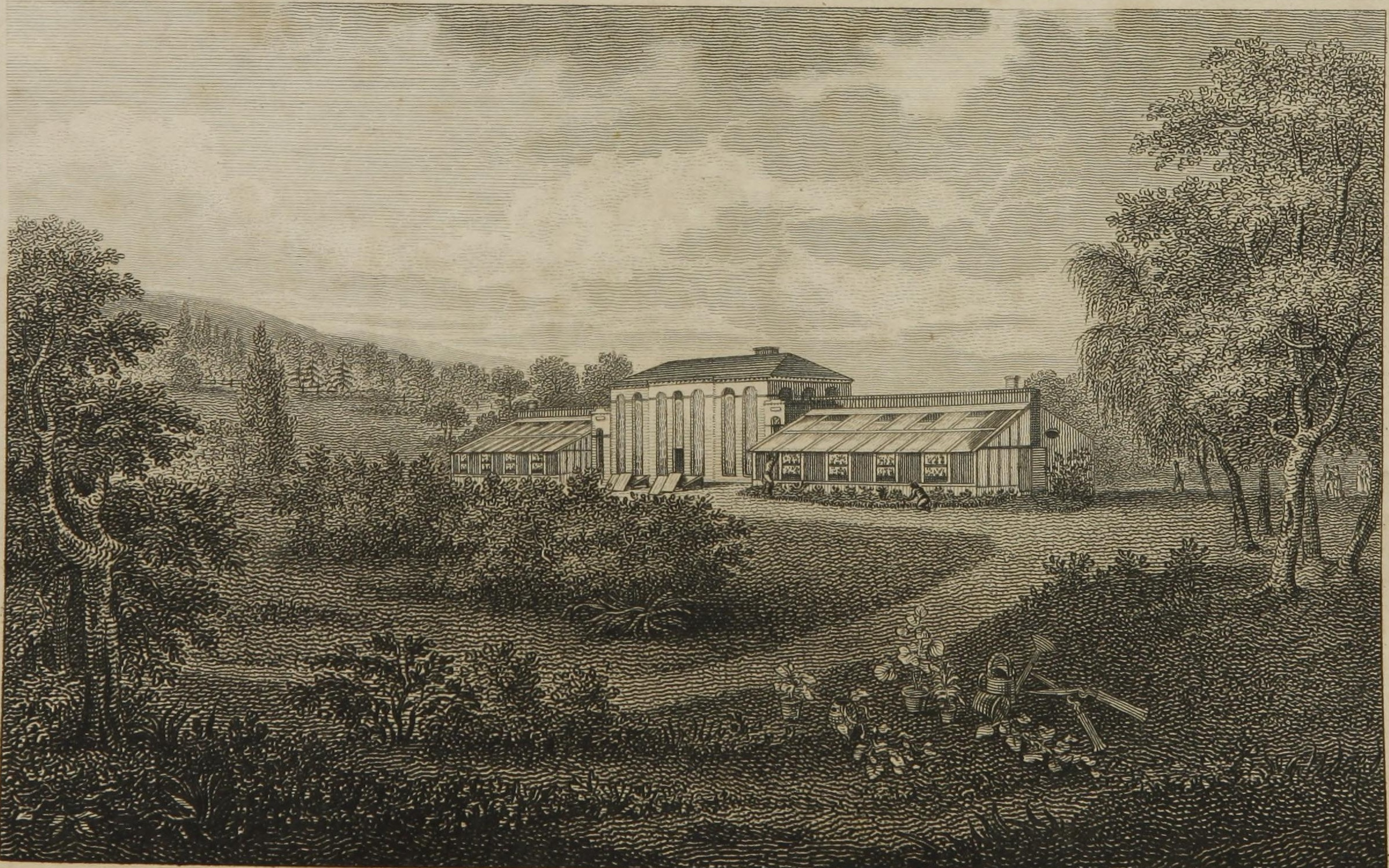
Le jardin botanique Elgin vers 1811.

Convaincu de l'intérêt d'un jardin botanique, tant comme conservatoire d'espèces sauvages que pour la formation des étudiants en médecine et en agriculture, et ne parvenant pas à obtenir un financement de la ville de New York, Hosack acquiert en 1801, sur ses propres fonds, un terrain  de 20 acres (environ 8 hectares), situé à l'époque en dehors de la city, aujourd'hui entre la 5e avenue et l'avenue des Amériques de l'arrondissement de Manhattan, pour y créer le premier jardin botanique public des États-Unis, le jardin botanique Elgin, dont il publie le catalogue des collections en 1806. Ne parvenant plus à assumer la charge financière du jardin, il le cède à la ville en 1810. Celle-ci le transfère à l'université Columbia ; le jardin, négligé, tombe à l'abandon dès 1814. Une offre de graines exotiques en provenance du jardin des plantes de Paris transmise à Hosack par Thomas Jefferson Howell en 1818 reste sans suite. En 1928, John Davison Rockefeller loue le site à l'université pour y construire le Rockefeller Center,.

## Postérité
Les collections de Hosack, dont les doubles de Linné, sont transférées dans les collections du Lyceum of Natural History de New York avant de disparaître dans un incendie le 21 mai 1866.

## Œuvres

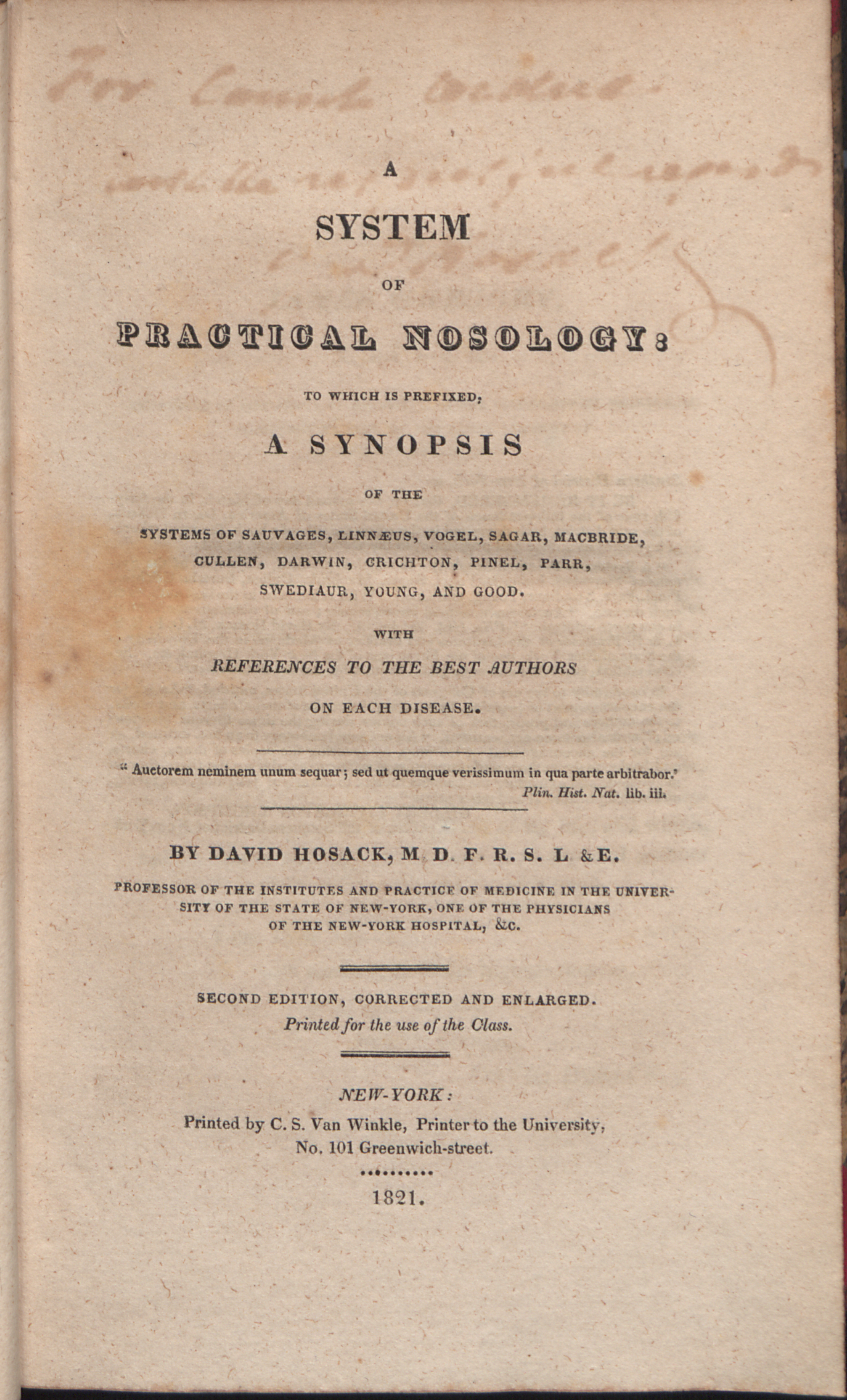
System of practical nosology, 1821

- David Hosack, A catalogue of plants contained in the botanic garden at Elgin, in the vicinity of New-York, established in 1801, New York, T. & J. Swords, 1806, 29 p.
- David Hosack, Hortus Elginensis, or A catalogue of plants indigenous and exotic, cultivated in the Elgin botanic garden, in the vicinity of New-York, established in 1801, New York, T. & J. Swords, 1811, x, [2], 66 (lire en ligne)
- (en) David Hosack, A system of practical nosology : to which is prefixed, a synopsis of the systems of Sauvages, Linnaeus, Vogel, Sagar, Macbride, Cullen, Darwin, Crichton, Pinel, Parr, Swediaur, Young and Good, with reference to the best authors on each disease, New York, C.S. van Wikle, 1821, [5], vii-xvii, 306.